# Dirphya dimidiaticornis
Dirphya dimidiaticornis är en skalbaggsart. Dirphya dimidiaticornis ingår i släktet Dirphya och familjen långhorningar.

## Underarter
Arten delas in i följande underarter:
- D. d. dimidiaticornis
- D. d. obliquesignata